# 浜尾まさひろ
浜尾 まさひろ（はまお まさひろ、本名: 浜尾 真弘、1956年11月6日- ）は、詩、ショートショート、児童文学などを執筆する手づくり絵本作家。随筆春秋会員である。福島県郡山市出身。さそり座。血液型はO型。

## 履歴
1956年11月、福島県郡山市に生まれる。1974年日本大学東北高等学校卒業後、東京デザイナー学院グラフィックデザイン科に入学するが、79年に中退。その後、ホテルのベルボーイ、ドアマン、ベッドメイク、メッセンジャー、セールスマン、保育士、交通誘導のガードマン、新聞社のデザイン課勤務など、転々とする。

## 創作活動
1981年 講談社フェーマススクール「創作絵本入門」に入会。1年間絵本作家、高橋宏幸の講習を受け、処女作「もういちどだけかくれんぼ」を作る。
1993年 池袋のコミュニティー・カレッジ「創作童話教室」に入会。約10年間童話作家立原えりかの講習を受け、創作活動に生きる歓びを見つける。
80年代から90年代にイラストレーターの大橋ケンと組んだ3冊の手づくり絵本（共作）がある。95年に漫画グリム童話「びゃくしんの話」を脚色、大橋ケンが漫画を手掛けている。
1997年 第4回手づくり絵本コンクールで「こころの詩」が特別奨励賞を受賞。
1998年 KFS花のイラストはがきコンテストで「薔薇」が入選。
1998年 第29回JOMO童話賞で「コウモリガサの一番星」が佳作を受賞。「童話の花束、その29」に収録。
1998年 フーコー短編小説コンテスト、ミステリー部門で「帽子」が佳作を受賞。コスモ文学賞で同作品が入選。
1999年 アンデルセンのメルヘン大賞で「Ｘmasにロンリークラウンを」が優秀賞を受賞。「アンデルセンのメルヘン文庫、第16集」に収録。
2006年 日本文学館超短編小説コンテストで「のぞみの魚」が入選。同年、ショートショートコンテストで「ある会話」が入選。講談社文庫「ショートショートの花束1」阿刀田高編に収録。
2020年 第23回日本自費出版文化賞で「童話は甘いかしょっぱいか」（文芸社）が特別賞を受賞。

## ギャラリー

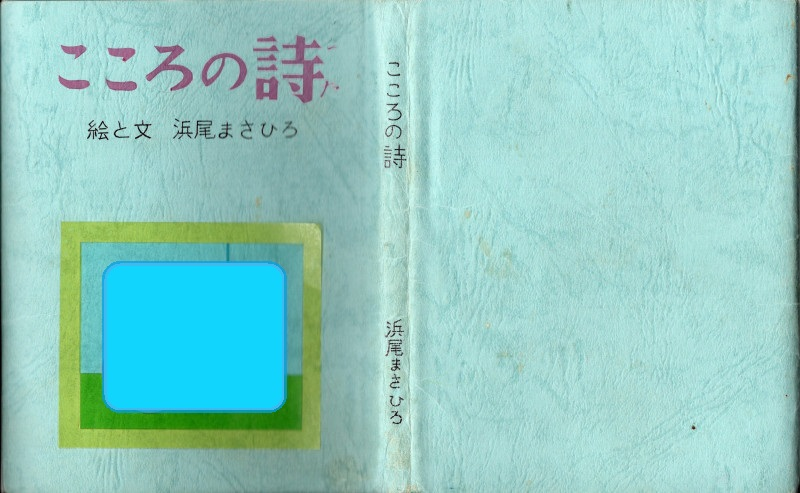
浜尾まさひろの、手づくり絵本。30年以上前の古いもの。
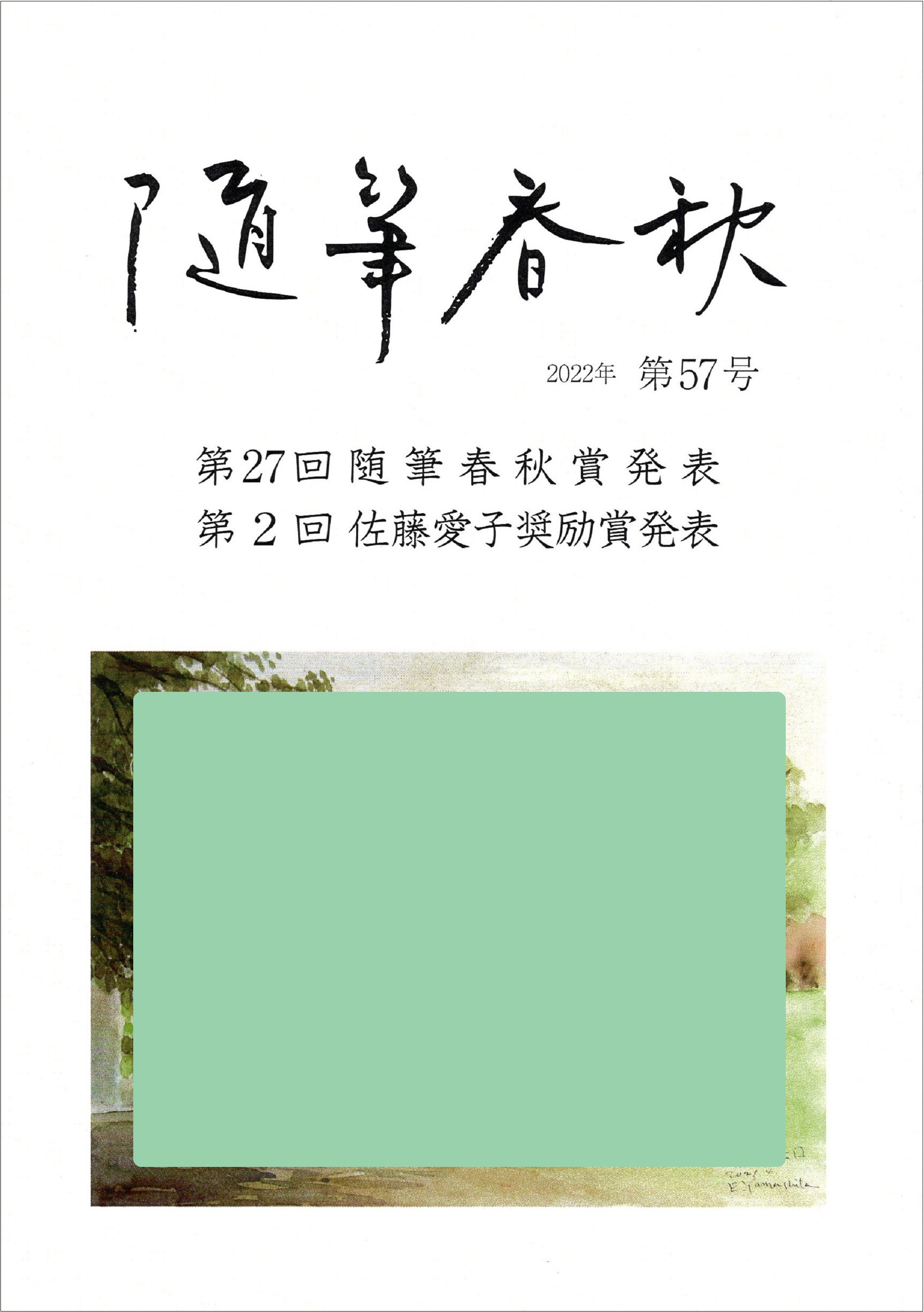
随筆春秋会員である。その同人誌にも毎回、寄稿している。

## 代表作
- 『もういちどだけかくれんぼ』(手づくり絵本)[1]
- 『こころの詩』(手づくり絵本)[1]
- 『生きものの記憶』（2007年2月、日本文学館より出版）[4][1]
- 『童話は甘いかしょっぱいか : 出版までの長い道のり』（文芸社）[5][1]
- 「コウモリガサの一番星」（浜尾まさひろ 著） ‐ 『童話の花束 その29』 (JOMO童話賞作品集 ; 第29回)[6][1]

- 「X'masにロンリー・クラウンを」（浜尾まさひろ 作 佐々木悟郎 絵） ‐ アンデルセンのメルヘン文庫 第16集 (アンデルセンのメルヘン大賞受賞作品集 ; 第16回)[7][1]